# Schrägschwimmer
Der Schrägschwimmer (Thayeria boehlkei) gehört zur Salmlerfamilie der Acestrorhamphidae und kommt im Stromgebiet des Rio Araguaia in Brasilien und im peruanischen Teil des oberen Amazonas vor. Die Art wurde nach James Erwin Böhlke (1930–1982) benannt, einem US-amerikanischen Ichthyologen.

## Merkmale
Der Schrägschwimmer hat einen gestreckten, seitlich stark abgeflachten Körper und wird sieben Zentimeter lang. Charakteristisch ist seine schräge, etwa 30° zur Längsachse geneigte Schwimmweise, und das breite schwarze, oben und unten durch goldgelbe Linien begrenzte Längsband, das sich vom Hinterrand des Kiemendeckels bis zum Ende des vergrößerten, unteren Schwanzflossenlappens zieht. Von den drei Thayeria-Arten besitzt Thayeria boehlkei das längste Längsband. Der Rücken der Fische ist grünlich oder bronzefarben, die untere Körperhälfte silbrig bis gelblicholiv. Männchen sind schlanker, Weibchen, besonders mit Laichansatz, fülliger.
- Flossenformel: Dorsale 2/9, Anale 3/13–16, Pectorale 1/12–14, Ventrale 1/7.
- Schuppenformel: mLR 28–30, SL 6.

## Lebensweise
Der Schrägschwimmer ist ein lebhafter und friedlicher Schwarmfisch, der sich vor allem in der Nähe der Gewässeroberfläche aufhält. Er ernährt sich von freischwimmenden kleinen Krebstieren, Insekten und schwimmenden Würmern. Nahrung auf dem Gewässerboden wird nicht beachtet. Schrägschwimmer sind ovipar und legen viele Eier (bis zu 1000, nach Aussage des Zierfischzüchters Pinter sogar bis zu 3000). Die Jungfische schlüpfen nach 20 bis 24 Stunden.

## Systematik
Der Schrägschwimmer gehört zur Gattung Thayeria und in die Familie Acestrorhamphidae. Die Gattung Thayeria ist die Typusgattung der Unterfamilie Thayeriinae.

## Aquaristik
Der Schrägschwimmer wurden in den 1930er Jahren zum ersten Mal nach Deutschland als Aquarienfisch importiert und wird relativ häufig im Aquaristikfachhandel angeboten.